# Moto Guzzi Falcone
La Moto Guzzi Falcone è una motocicletta costruita dalla Moto Guzzi tra il 1950 e il 1967.
Nato per sostituire il modello G.T.W. (che risaliva al 1934), e presentato al Salone di Ginevra 1950, il Falcone è l'ultima delle Guzzi con il classico monocilindrico orizzontale quattro tempi di 500 cm³.

## Tecnica e design

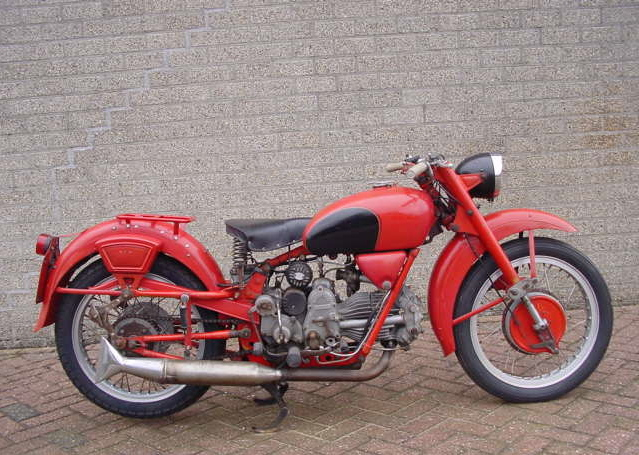
Un Falcone Sport del 1953

Il motore discende da quello nato nel 1921 con la "Normale": monocilindrico orizzontale ad aste e bilancieri di 500 cm³, con le "classiche" misure di alesaggio e corsa della Casa di Mandello del Lario, ovvero 88x82 mm. Per quanto riguarda la ciclistica, il telaio è un doppia culla chiusa in tubi mentre per le sospensioni all'anteriore troviamo una forcella telescopica e al posteriore c'è il classico sistema introdotto nel 1928 con la "Norge", ovvero forcellone oscillante con molla sotto il motore, assistita da due ammortizzatori a compasso. Il cambio è un quattro marce con comando a pedale.
Il Falcone è proposto in un'unica versione, che si affianca all'Astore, già in catalogo dal 1949, come modello più prestazionale. Caratteristica di questa prima versione è il serbatoio, tutto cromato con l'eccezione di una fascia verniciata di rosso. Nel 1952, a causa di difficoltà nel reperimento del cromo, alcuni particolari vengono bruniti o verniciati.
Con il 1953 il Falcone si "sdoppia": alla versione già esistente, ribattezzata Sport, si affianca la Turismo, che altro non è se non l'erede dell'Astore. Le due versioni si distinguono sia per particolari esterni (i paragambe, presenti solo sul Turismo, e il serbatoio, che sullo Sport ritorna cromato) che per particolari di meccanica (testata, valvola di scarico, biella, pistone, albero a camme, carburatore, ecc…).

## Fine produzione
Con la metà degli anni cinquanta la popolarità del Falcone (come quella della Gilera Saturno, sua acerrima rivale) si riduce: le sue prestazioni sono alla portata di moto più moderne e con cilindrata inferiore. In compenso l'apprezzamento da parte della Polizia stradale (della quale il Falcone sarà la moto ufficiale sino agli anni settanta) e della Guardia di Finanza non conosce soste, tantoché le modifiche apportate alla monocilindrica mandellese sono quasi esclusivamente dovute ai suoi impieghi militari. Degna di nota, tra le versioni per impieghi pubblici, quella allestita per il corpo dei Corazzieri (1957), con finiture migliorate e avviamento elettrico. Si ricordano anche alcune MG Falcone 500 Turismo in dotazione al corpo nazionale Vigili del Fuoco.
La produzione del Falcone cessa nel 1967, con l'entrata in commercio della V7; due anni dopo arriverà la sua "erede", il Nuovo Falcone, che aveva però molte differenze con la sua antenata (tra le principali, il volano coperto da un carter).
Il fatto che però il Moto Guzzi Nuovo Falcone fosse presentato come la "grande" della famiglia per peso, la scarsa velocità e ricomparsa della maniglia frontale per la sella posteriore porta in molti a vederlo più come erede della Moto Guzzi Superalce che del primo Falcone.